# Viehhofen
Viehhofen är en ort och kommun i Österrike. Den ligger i distriktet Zell am See i förbundslandet Salzburg, 290 km väster om huvudstaden Wien. 